# 烏克蘭軍民行政局
军民行政局（羅馬化：Viiskov-tsyvilni administratsii）是乌克兰的临时地方政府单位。由于顿巴斯战争持續進行，管理局的行政區集中在乌克兰东部的顿涅茨克和卢甘斯克州。 管理局是在乌克兰安全局反恐中心的協助下创建。